# Уруймагова, Езетхан Алимарзаевна

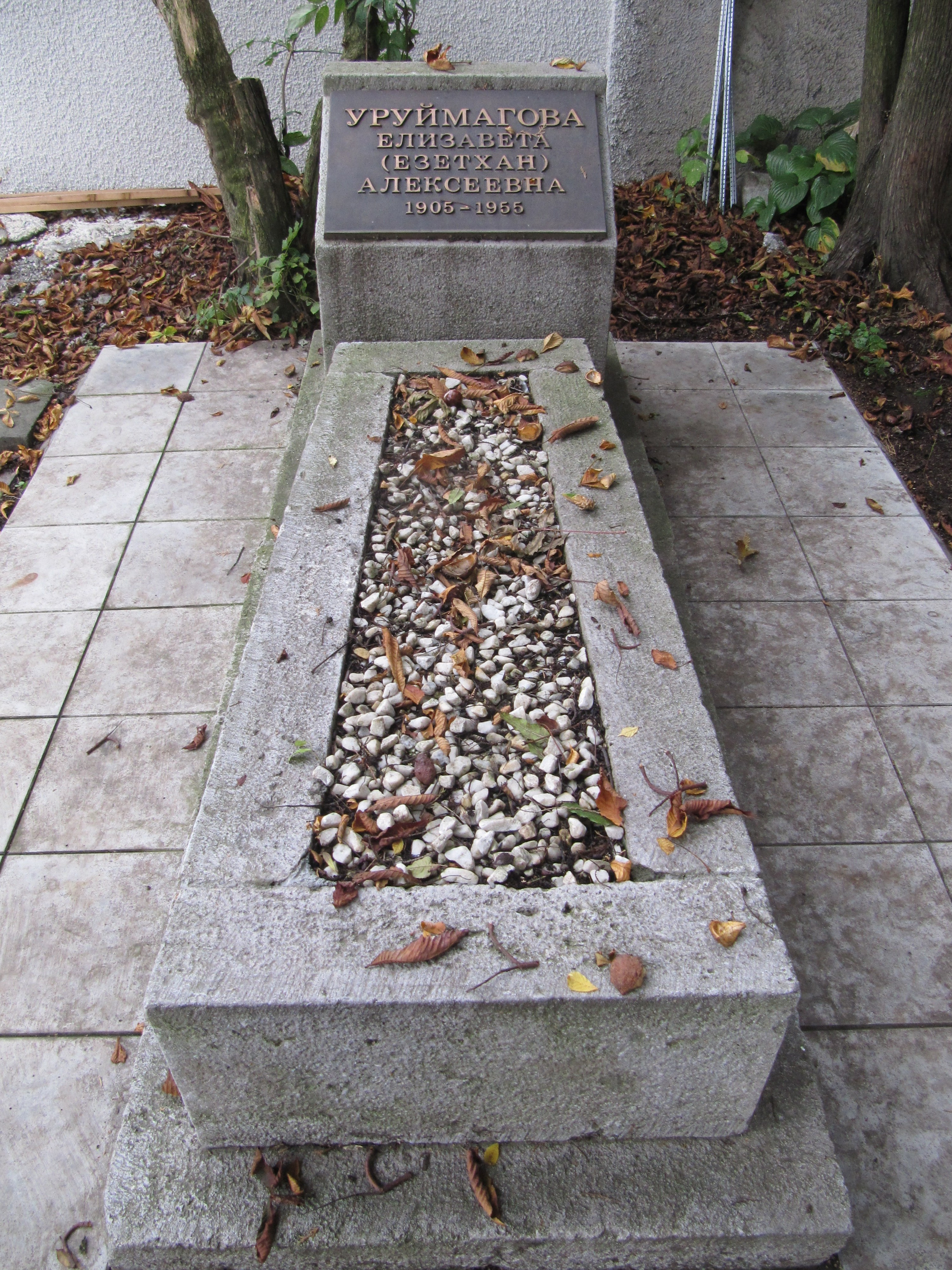
Могила Езетхан Уруймаговой. Некрополь около Осетинской церкви, Владикавказ

Езетхан Алимарзаевна Уруйма́гова (осет. Уырыймæгты Алимырзæйы чызг Езетхан; 12 [25] декабря 1905, Христиановское — 15 мая 1955, Орджоникидзе) — осетинская писательница.

## Биография
Езетхан Уруймагова родилась в 1905 году в селе Христиановское (ныне город Дигора, Северная Осетия). Училась в педагогическом институте во Владикавказе (1929—1932), после работала учительницей.
Проживала во Владикавказе в доме по адресу улица Льва Толстого, 47/ улица Маркуса, 59 (в настоящее время этот дом является памятником истории культурного наследия).
Скончалась 15 мая 1955 года и была похоронена в некрополе около Осетинской церкви во Владикавказе. Могила писательницы является памятником истории и культуры Северной Осетии.

## Творчество
В 1948 году вышла первая часть романа Уруймаговой «Осетины», повествующая об истории Осетии, классовой борьбе, революционных событиях. В переработанном виде первая часть романа была издана в 1951 году под названием «Навстречу жизни». В 1956 году, уже после смерти автора, была издана вторая часть романа, охватывающая период 1907—1912 годов. По мотивам этого романа в Северо-Осетинском драматическом театре были поставлены пьесы «Враги» и «Перед восходом». Также перу Уруймаговой принадлежат публицистические статьи, рассказы и очерки.

## Память
- Именем Езетхан Уруймаговой названа улица во Владикавказе.